# Жанатіршилік
Жанатірши́лік (каз. Жаңатіршілік) — село у складі Келеського району Туркестанської області Казахстану. Входить до складу Бірліцького сільського округу.
Населення — 1715 осіб (2021; 1435 у 2009, 1477 у 1999, 826 у 1989).